# Villeneuve-sur-Allier
Villeneuve-sur-Allier är en kommun i departementet Allier i regionen Auvergne-Rhône-Alpes i de centrala delarna av Frankrike. Kommunen ligger  i kantonen Yzeure som ligger i arrondissementet Moulins. År 2022 hade Villeneuve-sur-Allier 1 037 invånare.

## Befolkningsutveckling
Antalet invånare i kommunen Villeneuve-sur-Allier
Referens: INSEE